# Clan Yagi
Pour les articles homonymes, voir Yagi.
Le clan Yagi (八木氏) est un clan japonais descendant de Furutama. 
Leur sanctuaire est Yagi-jinja, où ils adoraient leur divinité ancestrale Furutama,.
Ils possédaient le château Wakasa Oniga (en) et le château de Yagi (en).

## Histoire
On ne sait pas précisément quand[style à revoir] le clan Yagi a construit le sanctuaire Yagi, mais il est également mentionné dans l' Engishiki, créé pendant la période Heian. Dans le Shinsen Shōjiroku compilée au début de la période Heian, il existe une description indiquant que le clan Yagi, un ancien clan puissant, a consacré sa divinité ancestrale, Furutama. .
Le clan Yagi dirigeait le château de Yagi et ses environs depuis des siècles. Pendant l'Époque de Muromachi, Tajima passe sous le contrôle du puissant clan Yamana, et les Yagi acceptèrent les Yamana comme suzerains. Cependant, après la Guerre d'Ōnin le pouvoir du Yamana fut grandement affaibli. En 1575, le 15e châtelain du château de Yagi, Yagi Toyonobu fut approché à la fois par le Clan Mōri de l'ouest, et Oda Nobunaga de l'est. Initialement, les Yagi coopérèrent avec les Mōri, mais se rendirent en 1579 au général de Nobunaga, Toyotomi Hidenaga en échange de l'autorisation de conserver leur château et leur territoire. Conformément aux termes de sa reddition, Yagi Toyonobu reçut l'ordre de diriger une armée contre les Mōri au Château de Tottori en 1580 et reçut l'ordre de se rendre au château de Wakasa Oni-ga-jo (également à Tottori). Il fut vaincu lors d'une contre-attaque par les forces Mori en 1581 et disparut au combat. Par conséquent, Toyotomi Hideyoshi s'empare du château de Yagi et l'attribue à Bessho Shigemune (ja) dans le cadre d'un 15 000 koku fief.

## Membres célèbres
- Yagi Toyonobu (ja)

## Voir également
- Clan Yamato
- Clan Izumo
- Clan Aso
- Clan Owari
- Clan Tsumori
- Clan Amabé
- Clan Tanba
- Clan Urabe
- Clan Sarumé
- Kii no Kuni no Miyatsuko
- Clan Munakata
- Yagimura (ja)
- List of Historic Sites of Japan (Hyōgo) (en)
- Yagi Epitaph (ja)